# پایگاه فراداده تنوع باکتریایی
پایگاه فراداده تنوع باکتریایی (به انگلیسی: the Bacterial Diversity Metadatabase، یا BacDive)، یک پایگاه فراداده است که اطلاعات مرتبط با خصوصیات تنوع زیستی باکتری‌ها و باستانیان را تهیه می‌کند.

## مقدمه
این پایگاه منبعی برای انواع مختلف فراداده مثل طبقه‌بندی، مرفولوژی، فیزیولوژی، محیط زیست و زیست‌شناسی مولکولی است. اکثریت داده‌ها به صورت دستی حاشیه‌نویسی شده و سرپرستی می‌شوند. این پایگاه با انتشار در سپتامبر ۲۰۱۵ اطلاعاتی در مورد ۵۳٬۹۷۸ نژاد ارائه می‌دهد. این پایگاه داده که بخشی از de.NBI شبکه آلمانی برای زیرساخت بیوانفورماتیک است توسط مجموعه میکروارگانیسم‌ها و کشت سلولی آلمان(GmbH) میزبانی می‌شود.